# قرة غناي عليا
قرة غناي عليا (بالفارسية: قره‌گنای علیا) هي منطقة سكنية تقع في تشارواماق الشرقية الريفية في إيران. يقدر عدد سكانها بـ 229 نسمة .